# Кубок Іспанії з футболу 1919
Кубок Іспанії з футболу 1919 — 19-й розіграш кубкового футбольного турніру в Іспанії. Титул вперше здобув Аренас Клуб Гечо. 

## Календар
| Раунд      | Дата                                                                | Матчі | Клуби |
| ---------- | ------------------------------------------------------------------- | ----- | ----- |
| 1/4 фіналу | 30 березня - 13 квітня/6-20 квітня/ 9-30 квітня 1919 (перегравання) | 8+2   | 8 → 4 |
| 1/2 фіналу | 27 квітня - 4 травня/ 30 квітня - 11 травня 1919                    | 4     | 4 → 2 |
| Фінал      | 18 травня 1919                                                      | 1     | 2 → 1 |

## 1/4 фіналу
| Команда 1                | Заг. | Команда 2        | 1-й матч | 2-й матч |
| ------------------------ | ---- | ---------------- | -------- | -------- |
| 30 березня/6 квітня 1919 |      |                  |          |          |
| Аренас Клуб Гечо         | 8:4  | Расінг (Мадрид)  | 8:2      | 0:2      |
| 13/20 квітня 1919        |      |                  |          |          |
| Реал Віго                | 0:0  | Спортінг (Хіхон) | 0:0      | 0:0      |
| Барселона                | 9:1  | Реал Сосьєдад    | 6:0      | 3:1      |
| Севілья                  | +:-  | Агілас           | +:-      | +:-      |

Перегравання
| Команда 1        | Рахунок | Команда 2        |
| ---------------- | ------- | ---------------- |
| 9 квітня 1919    |         |                  |
| Аренас Клуб Гечо | 3:1     | Расінг (Мадрид)  |
| 30 квітня 1919   |         |                  |
| Реал Віго        | 3:0     | Спортінг (Хіхон) |

## 1/2 фіналу
| Команда 1         | Заг. | Команда 2        | 1-й матч | 2-й матч |
| ----------------- | ---- | ---------------- | -------- | -------- |
| 27/30 квітня 1919 |      |                  |          |          |
| Барселона         | 7:3  | Севілья          | 4:3      | 3:0      |
| 4/11 травня 1919  |      |                  |          |          |
| Реал Віго         | 1:8  | Аренас Клуб Гечо | 0:2      | 1:6      |

## Фінал
| 18 травня 1919 |

| Аренас Клуб Гечо                                    | 5:2 дч   | Барселона                    |
| --------------------------------------------------- | -------- | ---------------------------- |
| Сесумага 12', 80', 96' Пенья 116' Ібайбарріага 119' | Протокол | Віньяльс 38' Ландасабаль 55' |

| Мартінес Кампос, Мадрид Арбітр: Хуліан Руете |